# Cato Menkerud
Cato Menkerud (nacido el 23 de agosto de 1973 en Lillehammer, Noruega) es un copiloto de rally noruego. Empezó como en 1992 copilotando a su padre Helge Menkerud. Además de Henning Solberg, ha competido con Petter Solberg, Birger Gundersen, Thomas Kolberg, Alexander Foss y Henrik Lundgaard. En la temporada 2009 Menkerud se separó de Henning Solberg, y se unió a Eyvind Brynildsen.

## Palmarés
- 1997 – Campeón de Noruega de Rally con Birger Gundersen
- 1998 – Subcampeón de Rally del Sur de Suecia y del Rally de Líbano
- 2002 – Campeón de Rally del Sur de Suecia
- 2002 y 2003 – Campeón de Noruega de Rally con Henning Solberg